# Midoris Days
Midoris Days (jap. 美鳥の日々, Midori no Hibi) ist eine Manga-Serie des japanischen Zeichners Kazurou Inoue. Der Manga, der 2004 auch als Anime umgesetzt wurde, erschien von 2002 bis 2004 in 1400 Seiten und richtet sich vorwiegend an eine jugendliche, männliche Leserschaft, lässt sich also der Shōnen-Gattung zuordnen.

## Handlung
Der Oberschüler Seiji Sawamura (沢村 正治, Sawamura Seiji), ein als „tollwütiger Hund“ bekannter Schläger, hat seinen 20. Korb bekommen und ist somit seit 17 Jahren und zwei Monaten ohne Freundin. Dabei ist er sich darüber im Klaren, dass durch seinen Ruf als Raufbold die meisten Menschen Angst vor ihm haben und er deswegen noch keine romantischen Beziehungen hatte. Besonders durch seine selbstbezeichnete „rechte Hand des Teufels“ verweist er seine Gegner in die Schranken. Nach einer weiteren Nacht voller Selbstmitleid und Pornohefte wacht er mit einem Mädchen anstelle der rechten Hand auf. Obwohl beide zuerst überrascht sind, ist das Mädchen schließlich glücklich, so nah bei ihrem Schwarm zu sein – sehr zu Lasten von eben dessen Nerven. Allein aus Prinzip ignoriert er die Avancen des Minimädchens. Zumal Sawamura an seinen Ruf als Schläger denken muss und deswegen sehr schnell beginnt, die Hand als verletzt zu betrachten, dementsprechend einzubandagieren und möglichst gut zu verbergen.
Midori Kasugano (春日野 美鳥, Kasugano Midori) – so stellt sich das Mädchen vor – ist bereits seit der Mittelstufe in Seiji verliebt, aber hat sich bisher nicht getraut, ihm dies zu gestehen. Diese Schüchternheit verkehrt sich nun allerdings ins Gegenteil und sie sagt ihm zu allen möglichen Gelegenheiten, dass sie ihn liebt; außerdem trägt sie quasi ständig ein Kleid mit der Aufschrift „I ♥ Seiji“ und Ähnlichem. Nachdem Seiji Takako Ayase (綾瀬 貴子, Ayase Takako) aus den Händen von einigen Schlägern befreit, entwickelt diese sich zu einer Rivalin für Midori. Dabei zeigt Ayase wesentlich mehr Ehrgeiz als Midori und entwirft immer wieder neue Pläne für als Zufall getarnte Begegnungen. Seiji bleibt trotz allem unbeeindruckt von ihren Versuchen, sei es ein provoziertes Date oder seine angeblich notwendige fachmännische Beratung zu verschiedenen Badeanzügen, die alle mit ähnlich desinteressierten Kommentaren quittiert werden.
Im weiteren Verlauf der Geschichte haben Seiji und Midori mit anderen Gestalten zu tun, die im Endeffekt die beiden immer näher zueinander bringen. Angefangen beim verrückten Professor Makinoa, der gerne den wissenschaftlichen Aspekt des Midori-Seiji-Konglomerats herausfinden würde, und seiner Tochter Nao, die Gefallen an Midori und Abneigung gegen Seiji entwickelt; fortgesetzt mit Shūichi Takamizawa (高見沢 修一, Takamizawa Shūichi), einem Handpuppen-Otaku, der gerne mit Seiji tauschen würde, aber im Wesentlichen ein netter Kerl mit schwachen sozialen Fähigkeiten ist; über Shiori Tsukishima, eine Grundschülerin, für die Seiji ihr erster Schwarm ist und den sie mit Hilfe von dessen Schwester Rin (沢村 凛, Sawamura Rin) auf sich romantisch aufmerksam machen will; und abgeschlossen mit Lucy Winrad, einer japanophilen US-Amerikanerin, die in Sawamura den verklärten und geliebten Archetypus eines Samurais sieht.
Mit voranschreitender Handlung stellt sich heraus, dass Midoris realer Körper – seitdem sie an Seijis Arm ist – im Koma liegt. Im Manga erwacht sie mehrmals, kann sich aber nicht an ihre Zeit mit Seiji erinnern, sondern nur an ein wohliges Gefühl, das sie im Schlaf hatte. Sehnsüchtig nach diesem Gefühl legt sie sich später wieder schlafen, in der Hoffnung, dass sie wieder an diesen Ort zurückkehren kann. Im Anime stellt ein Aborigine-Traumzeitdeuter fest, dass sie selbst im Traum verweilen will und deswegen nicht aufwacht. Er bietet an, sie unfreiwillig aufzuwecken, warnt aber vor den Folgen, weswegen Midoris Mutter den Vorschlag ablehnt. Schließlich kehrt Midori in ihren Körper zurück, weil Seiji ihrer Meinung nach in ihr kaum mehr als eine Ersatzhand sehen wird – trotz der sich entwickelnden erkennbaren Zuneigung seinerseits. Die gezeichnete Variante unterscheidet sich dabei durch den Grund ihrer Rückkehr: Obwohl Seiji ihr gesagt hat, dass er sie in ihrer Miniform liebt, erkennt sie es nicht als real an, da das nicht ihre wirkliche Gestalt ist. Deshalb ist es für sie schwierig, ihm nach ihrer Rückkehr ihre Liebe zu gestehen, denn weder erinnert sie sich an ihre gemeinsame Zeit, noch ist ihr eigentlicher Charakter so extrovertiert wie ihre Miniform. Außerdem ist sich Seiji über ihre Schwierigkeiten im Ausdruck ihrer Gefühle bewusst, weswegen er auf ihr Geständnis wartet und ihr die gemeinsame Vergangenheit, an die sie sich nicht erinnern kann, vorenthält.

## Veröffentlichungen
Midori no Hibi erschien in Japan von September 2002 bis Juli 2004 in 85 Einzelkapiteln im Manga-Magazin Shōnen Sunday. Der Shōgakukan-Verlag brachte diese Einzelkapitel auch in acht Sammelbänden heraus.
Der Manga wurde unter anderem ins Französische, Englische, Deutsche und Spanische übersetzt. In Deutschland war der Manga zunächst für einige Ausgaben, bis zu dessen Einstellung im Oktober 2006 im Manga-Magazin Manga Twister zu lesen. Egmont Manga & Anime veröffentlichte von März 2007 bis Oktober 2008 alle Sammelbände.

## Anime
Das Studio Pierrot produzierte dreizehn Episoden einer Anime-Serie auf Basis des Mangas für das japanische Fernsehen. Die Serie, die aufgrund ihres vergleichsweise kurzen Umfangs vom Manga abweicht, entstand unter der Regie Tsuneo Kobayashis. Von April bis Juni 2004 strahlte der Fernsehsender TV Kanagawa die Serie aus und mit einigen Minuten bis Tagen Versatz Chiba TV, TV Saitama, KBS Kyōto, Sun TV und TV Aichi. Ab Mai folgte eine landesweite Ausstrahlung durch Animax.
Die Anime-Serie erschien auch in Frankreich, Nordamerika, Großbritannien, Australien und Italien.

## Titel
Der Titel ist ein mehrdeutiges Wortspiel: In der Golden Week gibt es einen Feiertag, der Midori no Hi (grüner Tag) heißt. Die Hauptfigur der Serie heißt selbst Midori, womit sich je nach Übersetzung Midoris Tag, Täglich Midori oder auch Jeden Tag Grün ergibt.
Midoris Name ist im Japanischen ein Homonym zu ihrer Haarfarbe, grün.